# Assentiz (Rio Maior)
Assentiz é uma povoação portuguesa do Município de Rio Maior que foi sede da extinta Freguesia de Assentiz, freguesia que tinha 5,41 km² de área e 428 habitantes (2011), e, por isso, uma densidade populacional de 79,1 hab/km².
A Freguesia de Assentiz foi extinta (agregada) pela reorganização administrativa de 2012/2013, tendo o seu território sido agregado ao da Freguesia de Marteleira para criar a Freguesia de Marmeleira e Assentiz.

## Localização
Encontra-se no extremo sul do Município, no seu limite com o vizinho Município de Santarém. Situa-se num planalto, entre a Serra de Montejunto e as faldas da Serra dos Candeeiros, a cerca de quinze quilómetros da sede do Município.
No Município de Rio Maior estava rodeada pelas freguesias de Ribeira de São João e São João da Ribeira, a norte; Arrouquelas, a ocidente; e Marmeleira, a leste. A Sul faz fronteira com a vizinha Aldeia de Albergaria, da freguesia de Almoster, Município de Santarém. Com uma área de mais de cinco quilómetros quadrados, tem uma densidade populacional de 78,4 habitantes por quilómetro quadrado.

## História
Foi a mais recente freguesia do Município de Rio Maior. A sua fundação data de Junho de 1989, através do desmembramento da Freguesia da Marmeleira. Uma prova do desenvolvimento alcançado ao longo dos anos, e que lhe permitiu atingir tal estatuto. Esse crescimento foi evidente, sobretudo, a partir das Invasões Francesas de 1809.

## Património
O património edificado da freguesia inclui uma velha ponte de dois arcos, que uns dizem ser romana e outros de origem moderna. A confirmar-se tal afirmação, faria parte do traçado da velha via que fazia a ligação entre o norte e o sul do território português. Apôs uma grande cheia no século XVIII, a estrutura terá ficado reduzida a um único arco. A verdade é que o povoamento de Assentiz, como se pode ver, data de épocas recuadas da história do Homem.
A Casa Senhorial do Morgado de Assentiz tem interesse do ponto de vista arquitectónico, mas sobretudo do ponto de vista histórico. Foi a partir desse imóvel que a povoação nasceu e se desenvolveu.
O título de Visconde de Assentiz foi criado pelo rei D. Carlos em 23 de Maio de 1908. O primeiro Visconde de Assentiz foi André José Ferreira Borges de Proença Vieira, engenheiro nascido em 1864 e falecido em 1927; o segundo titular foi Carlos Maria João da Guerra Quaresma Marin, que nasceu em 1884 e morreu em 1971.
A chamada Fonte Mourisca é outro dos locais de interesse.
Neste caso, ao seu nome está associada uma das muitas lendas em que a nossa história é fértil. Ali terão aparecido, em tempos antigos, mouras encantadas e muitos tesouros.
Actualmente, mais do que a sua função original, a Fonte Mourisca está transformada num espaço de lazer ao serviço de todos os habitantes.
Outros pontos a visitar são a Capela de Nossa Senhora da Vitória, a padroeira de Assentiz, e o Jardim Dr. Calado da Maia, onde se podem passar alguns momentos refrescantes e de descanso.

## Economia
Em termos económicos, a palavra de ordem é a diversificação. A agricultura e pecuária são as principais actividades, sobretudo a nível da produção de cereais. A freguesia dispõe ainda de fábricas de móveis e oficinas de mecânica de automóveis. Outras actividades: diversificada que engloba as seguintes actividades: suiniculturas, construção civil, supermercados, cafés/restaurantes, bomba de combustível e comércio de sistemas de segurança e alarme, entre muitos mais.
Segundo os últimos dados demográficos, constantes do XIII Recenseamento Geral à população, de 2001, viviam em Assentiz 424 pessoas. Destas, 216 eram homens e 208 mulheres. O número de famílias clássicas residentes era de 161 e o número de alojamentos familiares era de 211.

## População
| População da freguesia de Assentiz | População da freguesia de Assentiz | População da freguesia de Assentiz | População da freguesia de Assentiz | População da freguesia de Assentiz | População da freguesia de Assentiz | População da freguesia de Assentiz | População da freguesia de Assentiz | População da freguesia de Assentiz | População da freguesia de Assentiz | População da freguesia de Assentiz | População da freguesia de Assentiz | População da freguesia de Assentiz | População da freguesia de Assentiz | População da freguesia de Assentiz |
| ---------------------------------- | ---------------------------------- | ---------------------------------- | ---------------------------------- | ---------------------------------- | ---------------------------------- | ---------------------------------- | ---------------------------------- | ---------------------------------- | ---------------------------------- | ---------------------------------- | ---------------------------------- | ---------------------------------- | ---------------------------------- | ---------------------------------- |
| 1864                               | 1878                               | 1890                               | 1900                               | 1911                               | 1920                               | 1930                               | 1940                               | 1950                               | 1960                               | 1970                               | 1981                               | 1991                               | 2001                               | 2011                               |
|                                    |                                    |                                    |                                    |                                    |                                    |                                    |                                    |                                    |                                    |                                    |                                    | 432                                | 424                                | 428                                |

Criada pela lei nº 40/89, de 24 de Agosto, com lugares desanexados da freguesia de Marmeleira
| Distribuição da População por Grupos Etários | Distribuição da População por Grupos Etários | Distribuição da População por Grupos Etários | Distribuição da População por Grupos Etários | Distribuição da População por Grupos Etários | Distribuição da População por Grupos Etários | Distribuição da População por Grupos Etários | Distribuição da População por Grupos Etários | Distribuição da População por Grupos Etários | Distribuição da População por Grupos Etários |
| -------------------------------------------- | -------------------------------------------- | -------------------------------------------- | -------------------------------------------- | -------------------------------------------- | -------------------------------------------- | -------------------------------------------- | -------------------------------------------- | -------------------------------------------- | -------------------------------------------- |
| Ano                                          | 0-14 Anos                                    | 15-24 Anos                                   | 25-64 Anos                                   | > 65 Anos                                    |                                              | 0-14 Anos                                    | 15-24 Anos                                   | 25-64 Anos                                   | > 65 Anos                                    |
| 2001                                         | 59                                           | 52                                           | 226                                          | 87                                           |                                              | 13,9%                                        | 12,3%                                        | 53,3%                                        | 20,5%                                        |
| 2011                                         | 57                                           | 43                                           | 220                                          | 108                                          |                                              | 13,3%                                        | 10,0%                                        | 51,4%                                        | 25,2%                                        |

Média do País no censo de 2001:  0/14 Anos-16,0%; 15/24 Anos-14,3%; 25/64 Anos-53,4%; 65 e mais Anos-16,4%
Média do País no censo de 2011:   0/14 Anos-14,9%; 15/24 Anos-10,9%; 25/64 Anos-55,2%; 65 e mais Anos-19,0%

## Economia
As principais actividades estão inseridas nos seguintes sectores: Marcenaria (fábrica de móveis), Carpintaria, Suinicultura, Construção Civil, Supermercados, Restauração, Combustíveis e Oficinas de Mecânica de Automóveis. Dado o número de habitantes, pode-se concluir que o grau de industrialização de Assentiz é grande. Existe um baixo nível de desemprego.

## Saúde
A população mais idosa tem ao seu dispor um Posto Médico que funciona, unicamente, duas terças-feiras por mês, mas que em tempos funcionava dois dias por semana e para toda a população. Desta forma, as pessoas que não podem ser atendidas neste posto têm que se deslocar ao Centro de Saúde de Rio Maior ou a Clínicas Particulares.

## Desporto
O Centro Recreativo e Cultural de Assentiz apresenta boas instalações que incluem Bar e Salão de Festas, um Campo de Futebol que garante a prática desta actividade desportiva com uma equipa de futebol sénior que participa no campeonato distrital do INATEL e uma secção de futebol de camadas jovens. Esta associação conta, ainda, com uma secção de Taekwondo e outra de ginástica feminina. O Clube de Caçadores de Assentiz dispõe, também, de boas condições para a prática do desporto que lhe é grato. Existe ainda uma equipa de ciclismo amador (BTT Assentiz), virada para a prática de BTT.

## Educação
A freguesia dispõe de uma Escola Pré-Primária (onde se podem matricular crianças a partir dos três anos de idade) e de uma Escola do primeiro ciclo do ensino básico. Finalizado o primeiro ciclo os alunos deslocam-se para Rio Maior de forma a dar continuidade aos seus estudos.

## A visitar
Os Pontos Turísticos mais importantes para quem visita esta freguesia são: Capela de Nossa Senhora da Vitória, o jardim Dr. Calado Maia, a ponte romana e não esquecendo uma passagem pela Fonte Mourisca.